# Omogentisato 1,2-diossigenasi
La omogentisato 1,2-diossigenasi è un enzima appartenente alla classe delle ossidoreduttasi e facente parte della via catabolica della fenilalanina e della tirosina, che catalizza la seguente reazione:
omogentisato + O2 ⇄ 4-maleilacetoacetato
L'enzima richiede Fe2+.
Difetti genetici a carico del suddetto enzima provocano un accumulo di omogentisato che viene escreto con le urine e a contatto con l'aria si ossida rapidamente, assumendo un colore scuro. Tale malattia prende il nome di alcaptonuria.